# Nacerdes ludmilae
Nacerdes ludmilae es una especie de coleóptero de la familia Oedemeridae.

## Distribución geográfica
Habita en Hubei (China).